# رافی بارسومیان
رافی بارسومیان ({انگلیسی: Raffi Barsoumian {{lang-hy|}Րաֆֆի Բարսումյան) یک بازیگر اهل ارمنستان است. وی از سال میلادی تاکنون مشغول فعالیت بوده‌است.